# Rudy Riou
Rudy Riou (Béziers, 22 januari 1980) is een voormalig Frans profvoetballer die dienst deed als doelman.

## Carrière
Riou voetbalde bij de jeugd van RCO Agde toen hij in 1997 de overstap maakte naar de jeugdopleiding van Montpellier HSC. In het seizoen 1999/2000 maakte de toen 19-jarige doelman zijn debuut in het eerste elftal. In zijn eerste jaar in Ligue 1 stond hij twintig keer in doel. De club werd dat seizoen laatste en degradeerde naar Ligue 2.
In de Franse tweede divisie liep hij een ernstige beenblessure op na een botsing met zijn ploeggenoot Marcel Mahouvé. Desondanks slaagde de club er in om derde te worden en meteen terug naar de hoogste afdeling te promoveren. Nadien verdedigde hij drie seizoenen lang de kleuren van Montpellier HSC in de Ligue 1.
In 2004 tekende Riou een contract bij promovendus FC Istres. Riou streed met de bescheiden club een heel seizoen lang tegen de degradatie. Istres werd uiteindelijk laatste en zakte zo terug naar de Ligue 2. Twee jaar later degradeerde de club zelfs naar het Championnat National.
Na de tweede degradatie in drie jaar tijd besloot Riou nieuwe oorden op te zoeken. De inmiddels 26-jarige doelman tekende een contract bij Toulouse FC, dat net derde was geworden en dus mocht deelnemen aan de voorrondes van de Champions League. Riou werd bij Toulouse de doublure van Nicolas Douchez en kwam amper aan spelen toe.
Na een jaar versierde hij een transfer naar de topclub Olympique Marseille. Bij de Zuid-Franse club werd hij de doublure van Steve Mandanda en kwam hij opnieuw amper aan spelen toe. In zijn tweede seizoen veroverde hij wel de landstitel en de Coupe de la Ligue.
In de loop van het seizoen 2010/2011 verhuisde Riou voor het eerst naar het buitenland. De Franse doelman ging voor de rest van het seizoen aan de slag bij het Belgische Sporting Charleroi. Bij de Waalse club, stond hij acht competitiewedstrijden tussen de palen, maar kon hij de degradatie niet voorkomen. Na het teleurstellende seizoen keerde hij terug naar Frankrijk.
De 31-jarige Riou tekende in de zomer van 2011 een contract voor één seizoen bij FC Nantes, dat op dat ogenblik in de Ligue 2 uitkwam. Hoewel hij bij Nantes uitgroeide tot een titularis, werd zijn contract na het seizoen niet verlengd. Riou ging vervolgens aan de slag bij reeksgenoot RC Lens, waar hij een contract voor twee seizoenen tekende dat na een promotie automatisch verlengd zou worden. In het seizoen 2012/2013 was hij een vaste waarde bij Lens, nadien werd hij de doublure van PSG-huurling Alphonse Aréola. Lens werd in 2014 vicekampioen en promoveerde zo terug naar de Ligue 1. In de hoogste afdeling werd Riou opnieuw een titularis. De club sloot echter het seizoen af als laatste en zakte terug naar de Ligue 2.
Midden 2015 keerde Riou terug naar België, waar hij een contract voor één seizoen tekende bij Oud-Heverlee Leuven. In 2016 zette hij een punt achter zijn voetbalcarrière.

## Statistieken
| Seizoen   | Club                | Land      | Competitie         | Wed. | Goals |
| --------- | ------------------- | --------- | ------------------ | ---- | ----- |
| 1998/1999 | Montpellier HSC     | Frankrijk | Ligue 1            | 0    | 0     |
| 1999/2000 | Montpellier HSC     | Frankrijk | Ligue 1            | 20   | 0     |
| 2000/2001 | Montpellier HSC     | Frankrijk | Ligue 2            | 18   | 0     |
| 2001/2002 | Montpellier HSC     | Frankrijk | Ligue 1            | 19   | 0     |
| 2002/2003 | Montpellier HSC     | Frankrijk | Ligue 1            | 28   | 0     |
| 2003/2004 | Montpellier HSC     | Frankrijk | Ligue 1            | 31   | 0     |
| 2004/2005 | FC Istres           | Frankrijk | Ligue 1            | 26   | 0     |
| 2005/2006 | FC Istres           | Frankrijk | Ligue 2            | 37   | 0     |
| 2006/2007 | FC Istres           | Frankrijk | Ligue 2            | 38   | 0     |
| 2007/2008 | Toulouse FC         | Frankrijk | Ligue 1            | 4    | 0     |
| 2008/2009 | Olympique Marseille | Frankrijk | Ligue 1            | 1    | 0     |
| 2009/2010 | Olympique Marseille | Frankrijk | Ligue 1            | 0    | 0     |
| 2010/2011 | Sporting Charleroi  | België    | Jupiler Pro League | 8    | 0     |
| 2010/2011 | Sporting Charleroi  | België    | Play-Off III       | 3    | 0     |
| 2011/2012 | FC Nantes           | Frankrijk | Ligue 2            | 33   | 0     |
| 2012/2013 | RC Lens             | Frankrijk | Ligue 2            | 21   | 0     |
| 2013/2014 | RC Lens             | Frankrijk | Ligue 2            | 5    | 0     |
| 2014/2015 | RC Lens             | Frankrijk | Ligue 1            | 32   | 0     |
| 2015/2016 | Oud-Heverlee Leuven | België    | Jupiler Pro League | 27   | 0     |
| Totaal    | Totaal              | Totaal    | Totaal             | 325  | 0     |

## Palmares
Montpellier HSC
- UEFA Intertoto Cup: 1999

Olympique Marseille
- Kampioen van Frankrijk: 2010
- Coupe de la Ligue: 2010
- Trophée des Champions: 2010, 2011